# Georgi Michailowitsch Wizin

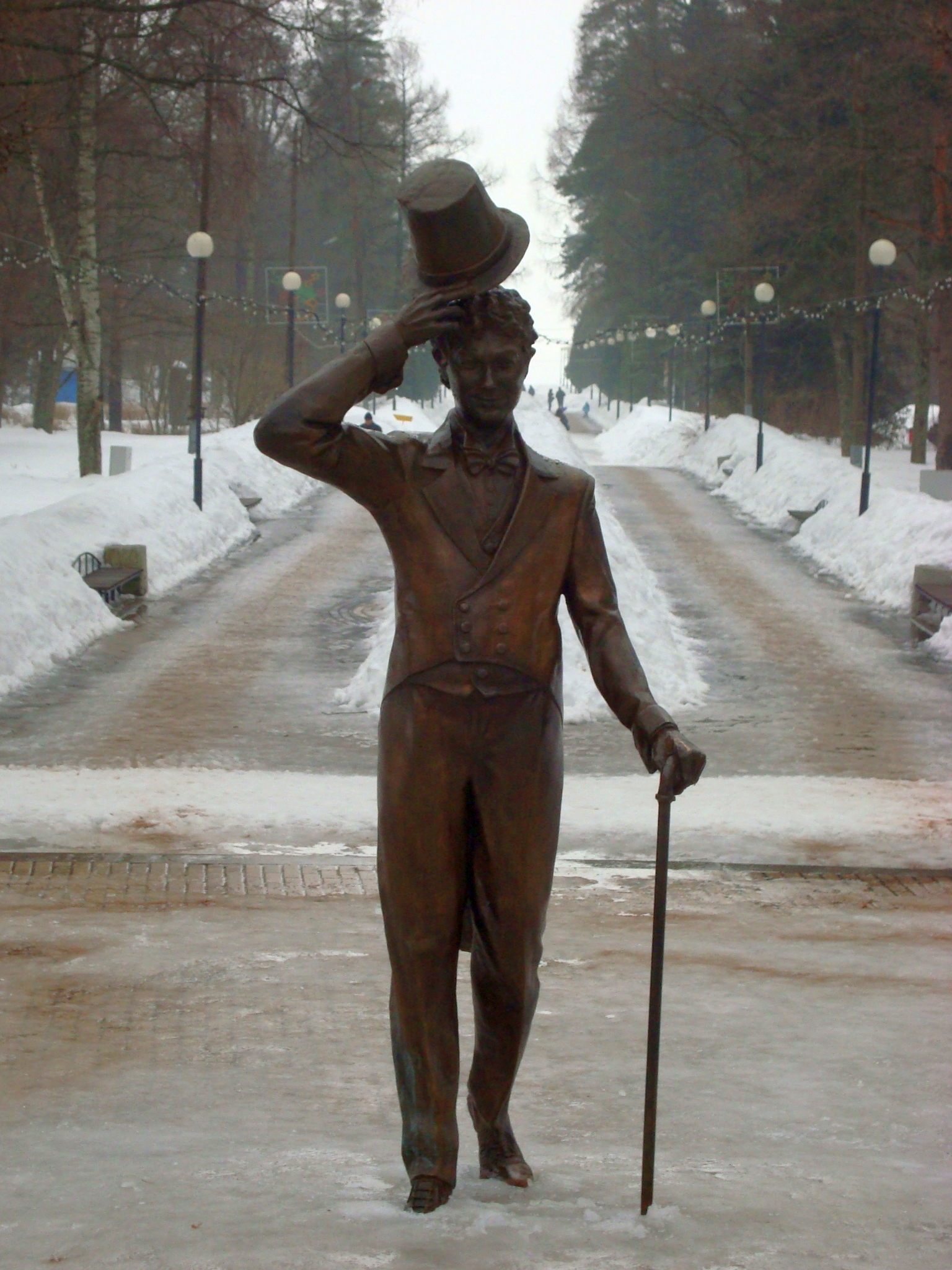
Denkmal in Selenogorsk

Georgi Michailowitsch Wizin (vielfach gelistet als Georgy Vitsin; russisch Георгий Михайлович Вицин; * 5. Apriljul. / 18. April 1917greg. in Terijoki; † 22. Oktober 2001 in Moskau) war ein sowjetischer und russischer Theater- und Filmschauspieler sowie Synchronsprecher.

## Leben
Wizin wurde in Terijoki nahe Sankt Petersburg geboren. Terijoki gehörte früher zu Finnland und trägt heute in Russland den Namen Selenogorsk. Er studierte 1934 bis 1935 an der Schauspielschule des Wachtangow-Theaters (Московская драматическая Студия Е. Б. Вахтангова) in Moskau. Seit 1936 spielte er an der Studiobühne unter Leitung von Nikolai Chmeljow. Seine ersten Filmrollen spielte er in den 1940er Jahren. Wizin spielte in zahlreichen Filmen und lieh in Zeichentrick- und Animationsfilmen den Protagonisten seine Stimme. Er erreichte in den 1960er Jahren landesweite Popularität in der Sowjetunion durch Komödien. 1990 wurde ihm der Titel Volkskünstler der UdSSR verliehen.
Bis zu seinem letzten Tag trat er als Theaterschauspieler auf. Wizin starb am 22. Oktober 2001 (nach anderen Quellen am 23. Oktober) in einem Moskauer Krankenhaus. Wizin wurde auf dem Wagankowoer Friedhof in Moskau begraben. In Selenogorsk wurde 2008 ein Denkmal für den Schauspieler errichtet.

## Filmografie (Auswahl)
| - 1957: Don Quichotte (Дон Кихот) - 1961: Die drei Holzfäller (Три дровосека) - 1964: Das Märchen von der verlorenen Zeit (Сказка о потерянном времени) - 1965: Wer heiratet wen? (Женитьба Бальзаминова) - 1965: Operation „Y“ und andere Abenteuer Schuriks (Операция „Ы“ и другие приключения Шурика) - 1968: Ein uraltes Märchen (Старая, старая сказка) - 1970: Moya sudba - 1970: Film, film, film - 1970: Opekun - 1970: Shag s kryshi - 1971: Vesennyaya skazka (TV) - 1971: Kak my iskali Tishku - 1971: 12 stulyev - 1971: Ten - 1971: Gentlemen der Erfolge - 1972: Sannikow-Land (Земля Санникова) - 1972: Chipollino - 1973: Der unverbesserliche Lügner - 1975: Bolshoy attraktsion - 1976: Vesyoloye snovideniye, ili smekh i slyozy - 1976: Der diebische König - 1976: Der blaue Vogel (The Blue Bird / Синяя птица) - 1976: Finist – Heller Falke (Финист – Ясный сокол) - 1976: Das kann doch nicht wahr sein! - 1977: 12 stulyev (Fernsehserie) - 1977: Au-u! - 1977: Das bucklige Pferdchen - 1980: Za spichkami - 1981: Maria und Mirabella (Maria, Mirabella) (Sprechrolle) - 1982–1984: Byuro nakhodok (4 Folgen) - 1984: Ruki vverkh! - 1985: Sopernitsy - 1985: Opasno dlya zhizni! - 1986: Podróze pana Kleksa - 1987: Vozvrashcheniye Domovyonka (Sprechrolle) - 1984–1990: KOAPP (12 Folgen) - 1991: Istoriya s metranpazhem - 1992: Vystrel v grobu - 1993: Bravye parni - 1994: Gospoda artisty |